# Liste des sites Ramsar au pays de Galles
La liste des sites Ramsar au pays de Galles comprend des zones humides considérées comme ayant une importance internationale au regard de la convention de Ramsar. Le pays de Galles compte actuellement 10 sites désignés «zones humides d’importance internationale» d’une superficie de 52 036 hectares (520,36 km 2),.

## Liste des sites Ramsar
| Nom                                       | Localisation                                                      | Area (km2) | Désignation       | Description | Image |
| ----------------------------------------- | ----------------------------------------------------------------- | ---------- | ----------------- | --- | ----- |
| Burry Inlet                               | Carmarthenshire 51° 39′ N, 4° 11′ O                               | 66.72      | 14 juillet 1992   | La plus grande zone continue de marais salants au pays de Galles. |       |
| Cors Caron                                | Ceredigion 52° 16′ N, 3° 55′ O                                    | 8.74       | 28 septembre 1992 | Le Cors Caron est une Tourbière qui sert d'habitat à la loutre d'Europe ainsi qu'à une variété d'oiseaux sauvages et de Milan royal en voie de disparition.                                      |       |
| Cors Fochno et Dyfi                       | Ceredigion 52° 32′ N, 4° 00′ O                                    | 25.08      | 5 janvier 1976    | Le Cors Fochno est une tourbière surélevée. Dyfi est un estuaire et un marais salant qui comprend des bancs de sable, des vasières et un vaste complexe de dunes de sable.                       |       |
| Corsydd Môn a Llyn (Anglesey & Llyn Fens) | 53° 19′ N, 4° 18′ O                                               | 6.26       | 2 février 1998    | |       |
| Crymlyn Bog                               | Swansea 51° 38′ N, 3° 53′ O                                       | 2.68       | 8 juin 1993       | Refuge important pour le Butor étoilé, Râle d'eau, Phragmite des joncs et Acrocephalus, Panure à moustaches et Héron cendré.                                                                     |       |
| The Dee Estuary                           | Flintshire est la Péninsule de Wirral 53° 18′ 08″ N, 3° 12′ 56″ O | 143.02     | 17 juillet 1985   | Comprend les pêcheries naturelles de saumon et de truite ainsi que d’autres pêcheries maritimes et coquillières.                                                                                 |       |
| Llyn Idwal                                | Gwynedd 53° 07′ N, 4° 01′ O                                       | 0.14       | 7 novembre 1991   | Un petit lac qui se trouve dans Cwm Idwal dans les chaines de montagnes de Glyderau au nord de Snowdonia.                                                                                        |       |
| Llyn Tegid                                | Gwynedd 52° 53′ N, 3° 37′ O                                       | 4.82       | 7 novembre 1991   | Plus grande étendue d'eau naturelle du pays de Galles, le lac contient la gwyniad endémique, désormais classée en danger critique d'extinction, ainsi que le très rare mollusque Myxas glutinosa |       |
| Midland Meres and Mosses (Phase 2)        | 52° 55′ N, 2° 46′ O                                               | 15.88      | 2 février 1997    | |       |
| Severn Estuary                            | Gloucestershire 51° 36′ N, 2° 40′ O                               | 247.01     | 5 janvier 1976    | Un estuaire avec d'importants habitats fauniques intertidaux, notamment des vasières, des plaines sableuses, des plateformes rocheuses et des îles.                                              |       |